# Kyaraben
Kyaraben sau charaben (キャラ弁?), o formă prescurtată a cuvintelor character bento (キャラクター弁当 kyarakutā bentō?), este un stil de bento aranjat într-un mod elaborat, care conține mâncare făcută să semene cu oameni, personaje din media, animale și plante.  Japonezele casnice petrec mult timp gătind mâncarea familiei  inclusiv pachețelul pentru serviciu sau școală.  

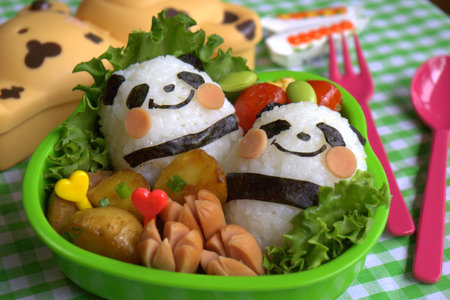
Un kyraben care conţine chiftele de orez făcute să semene cu un panda

Original, o cutie de bento decorată a fost creată pentru a face copii să devină interesați în mâncarea pe care o primeau și astfel să încurajeze obiceiul mâncării sănătoase. Acest fapt a evoluat până în punctul în care se țin concursuri naționale pe temă.

## Vezi
- Bentō
- Makunouchi
- Ekiben